# Église Saint-Pierre-et-Saint-Paul de Tchernivtsi
L'église Saint-Pierre-et-Saint-Paul de Tchernivtsi (Вірменська церква en ukrainien ; Չեռնովցիի հայկական եկեղեցի en arménien) est une église arménienne catholique située dans la ville de Tchernivtsi, dans l'ouest de l'Ukraine. 
Ce sanctuaire a été construit vers 1875 pour la communauté arménienne de Czernowitz, capitale de la Bucovine, alors région au nord-est de l'empire d'Autriche-Hongrie.   
Il est inscrit sur la liste des bâtiments protégés par l'État ukrainien. Il s'agit aujourd'hui d'une salle consacrée à la musique et à l'orgue. 

## Histoire

### La communauté arménienne de Tchernivtsi et son église

#### Les origines médiévales
Les arméniens sont présents en Bucovine et dans l'ouest de l'Ukraine depuis l'époque de la Rus de Kiev. Mais la communauté prend beaucoup plus d'ampleur à partir du XIVe siècle, moment où beaucoup d'arméniens de Crimée fuit l'arrivée des Mongols. Les princes de la région favorisèrent l'installation des arméniens notamment pour des raisons commerciales. Dès cette époque ont été construites des églises arméniennes, d'abord apostoliques, dans l'ouest de l'Ukraine comme c'est le cas de la cathédrale arménienne de Lviv. Un précédent sanctuaire arménien a dû exister dans le secteur de Tchernivsti au Moyen Âge mais a disparu par la suite.

#### Période moderne: conversion au catholicisme des arméniens de Bucovine
Dès le XVIe siècle, la Bucovine et en Galicie se sont retrouvés intégrées au royaume de Pologne et les communautés arméniennes invitées à se convertir au catholicisme. Le phénomène s'effectua lentement et progressivement. 
À la suite de leur conversion, la communauté arménienne posséda deux églises, construites entre le XVIe et le XVIIe siècle. Elles furent néanmoins détruites toutes deux en 1740 par les cosaques qui prirent et ravagèrent la ville.
À la suite de cet événement, sans église propre, les arméniens de Bucovine, désormais catholiques, célébraient la messe dans les mêmes églises que les autres populations catholiques locales (polonais, allemands, etc.).

#### La mobilisation auXIXesiècle

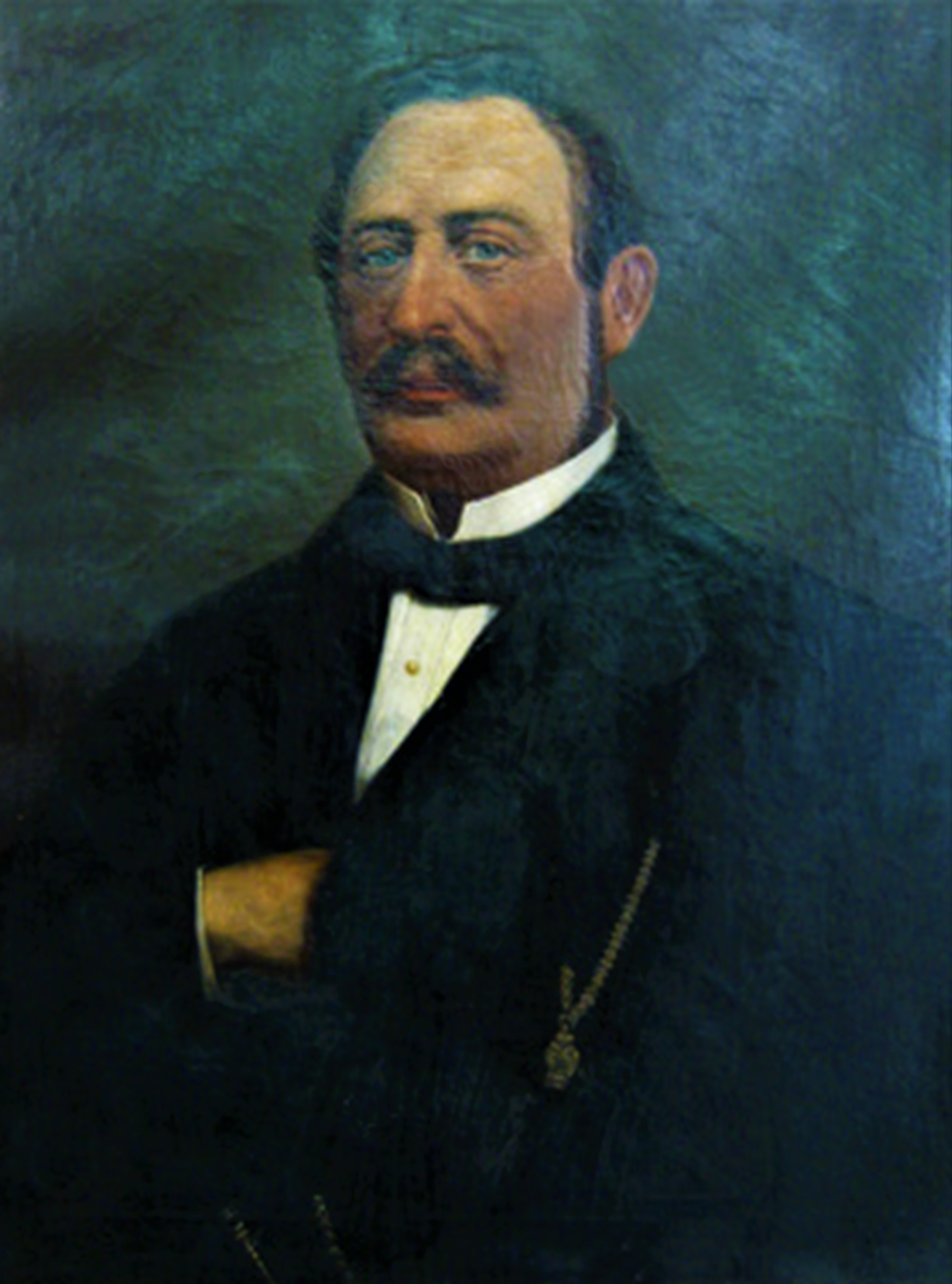
Hakob Petrosian, premier maire de la ville et président du projet de construction.

Lors du XIXe siècle, les Arméniens de la ville voulaient plus d'autonomie notamment dans leurs institutions. Ils demandèrent alors d'avoir leur propre école et église, permettant ainsi un rite arménien catholique. La question de la construction de l'église fut soulevée dans les années 1850, mais sans succès, car toutes les dépenses pour la construction auraient dû être prises en charge par le fonds de dotation catholique, qui n'avait pas les moyens de le faire.
Au début des années 70 du XIXe siècle, le nombre d'Arméniens dans la ville de Tchernivtsi et ses environs s'élevait à environ 1000 personnes. Ils priaient dans la seule église catholique romaine de toute la ville, qui était déjà devenue exiguë au vu de la présence d'autres communautés ethniques. Les jours fériés et les week-ends, elle ne pouvait donc pas du tout accueillir un grand nombre de fidèles.
C'est ainsi que les croyants arméniens catholiques ont décidé de construire une église en pierre à Tchernivtsi en lançant une collecte de fonds. Un comité de construction a été créé parmi les Arméniens. Il comprenait des personnes respectées, principalement de grands propriétaires terriens. L'Arménien Hakob Petrosian (« Jakob von Petrowicz » en allemand),  le premier maire de la ville (« burgmeister »), en fut nommé président. 
L'appel du comité fut rédigé et imprimé en arménien et en français. Extrait de l'appel : « (...) L'Église catholique arménienne doit devenir le centre de la foi nationale et familiale, elle doit devenir un maillon de cette chaîne mystérieuse qui unira les Arméniens à travers le pays, et l'Église deviendra un monument de la piété de la nation arménienne. (...) L'Église doit devenir la dépositaire des dons de Dieu et le centre de l'unification nationale, car le peuple arménien est dispersé dans le monde contre son gré. (...) »
La permission a été obtenue des autorités d'organiser une loterie et de souscrire à des dons dans tout l'empire austro-hongrois. La paroisse a reçu gratuitement de la ville une partie du terrain pour la construction de l'église. Certains fonds ont été alloués par le Trésor public.

### La construction de l'église
Le projet de construction de l'église a été développé par le célèbre architecte tchèque Josef Glavka, alors très en vogue dans tout l'empire austro-hongrois. Il a dirigé une grande partie de la construction, mais en raison d'une maladie, il n'a pas pu être à Tchernivtsi et voir l'achèvement de son chantier.
La construction de l'église fut achevée en octobre 1875. Le 9 octobre l'église fut consacrée et nommée en l'honneur de saint Grégoire l'Illuminateur, l'évangélisateur de l'Arménie avant de finalement prendre le vocable de Saint-Pierre-et-Saint-Paul par la suite.

## Architecture

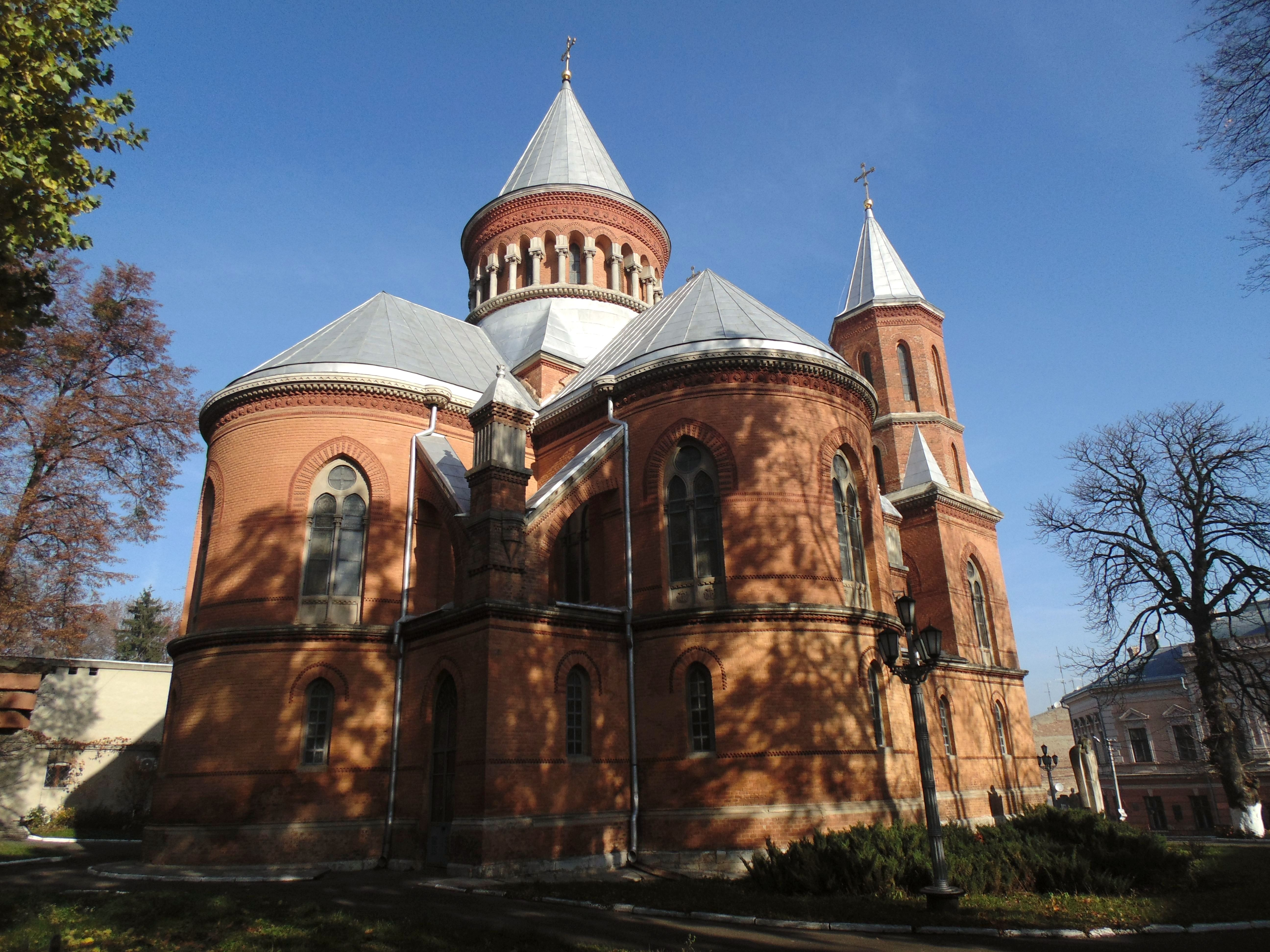
Chevet triconque de l'église.

L'église est construite dans les premières années des années 1870 et est consacrée officiellement en 1875.
Majoritairement construite en brique, elle mélange majoritairement les architecture néo-gothique (façade occidentale, nef, majorité des baies qui ont des lancettes, etc.) et arménienne (chevet triconque, tour de croisée). Se retrouve également des éléments du baroque ukrainien et des éléments d'art néo-roman.
En raison de son excellente acoustique, l'église a été utilisée dès le début pour des soirées de chant religieux, et un orgue y a également été installé. Elle est encore de nos jours dédiée à l'exercice et la pratique de l'orgue.